# Ibn Al-Roumi
Pour les articles homonymes, voir Rumi.
Abū al-Ḥasan Alī ibn al-Abbās ibn Jūrayj (arabe : أبو الحسن علي بن العباس بن جريج) ou, surnommé Ibn Al-Roumi (écrit aussi Ibn al-Rūmī), car son père, fils du poète George le grec (Jūraij or Jūrjis i.e. Georgius) était chrétien[réf. nécessaire], est un poète et satiriste de langue arabe, chiite[réf. nécessaire], né à Bagdad le 21 juin 836 et mort dans le même lieu en 896.

## Biographie
Son grand père George le grec était un poète populaire de Bagdad, sous le califat abbasside. Bien que son père fut chrétien, Ibn Al-Roumi était musulman chiite avec une inclinaison mutazilites[réf. nécessaire]. 
Après avoir perdu ses proches, il se met à l'écriture de poèmes critiquant ses opposants[réf. nécessaire]. Il penche vers des tendances qui s'opposent à celles de la dynastie régnante, mais il tient à protéger les personnages importants ; ceci marque sa vie, qui oscille entre honneurs et désillusions, et son œuvre est composée aussi bien d'éloges que de satire. Il devient rapidement célèbre et, à l'âge de vingt ans, sa poésie lui permet déjà de gagner sa vie et d'obtenir la protection de nombreux mécènes politiques, dont le gouverneur tahiride Ubaydallah ibn Abdallah ibn Tahir (en), le ministre Isma'il ibn Bulbul (en) du calife abbasside Al-Mutamid et l'influent nestorien Sulayman ibn Wahb (en). La postérité retiendra qu'il était un poète important, avec des poèmes d'une grande qualité.
Ibn Khallikân, son premier biographe, attribue sa mort à des biscuits empoisonnés reçus en présence du calife Al-Mutadid sur les ordres de Al-Qasim ibn Ubayd Allah (en), son vizir, que le poète avait ridiculisé dans des œuvres satiriques.  Selon d'autres sources, il se serait suicidé[Lesquelles ?].

## Œuvre
Au Xe siècle, son diwan, qui avait été transmis oralement par Al-Mutanabbi, est réorganisé, puis édité par As-Suli, qui y joint une section de son livre Kitāb Al-Awrāq,,,,. Nous connaissons de lui de la correspondance épistolaire[réf. nécessaire] et son diwan.
De nos jours, on peut trouver ses œuvres sous forme écrite dans des éditions :
- Kull mā qālahu Ibn al-Rūmī fī al-hiǧāʾ, Londres, Bayrout : Dār al-Sāqī, 1988.
- Dīwān Ibn al-Rūmī, Al-Qāhiraẗ : Al-Hayʾaẗ al-miṣriyyaẗ al-ʿāmmaẗ li-l-kitāb, 1976-1994 (6 volumes).
- Dīwān, Al-Qāhiraẗ : Maṭbaʿaẗ al-Hilāl, 1917 (1 volume).
- Ibn al-Rūmī, Ḥumṣ : Maktabaẗ al-ṣiḥāfaẗ al-ʿarabiyyaẗ, [19..] (1 volume).